# KF Bylis Ballshi
Futboll Klub Bylis é um clube de futebol albanês com sede em Ballsh. Seu estádio é o Stadiumi Agush Muça com capacidade para 6.500 pessoas.
Fundado em 1972 sob o nome Ballshi i Ri, o clube participou pela primeira vez na Kategoria Superiore na temporada 1997-98. Na temporada 1999-00 fizeram a primeira partida do clube por um campeonato europeu.
Na temporada 2006-07, o clube jogou na Kategoria e Dytë a terceira divisão do campeonato albanês no grupo B. Eles venceram no seu grupo, o que automaticamente os levou a promoção para a Kategoria e Parë.

## Bylis Ballsh em Competições Européias
Até 27 de setembro de 2010.
| Temporada | Competição     | Rodada | País       | Clube                 | Casa | Fora | Agregado |
| --------- | -------------- | ------ | ---------- | --------------------- | ---- | ---- | -------- |
| 1999-00   | Copa da UEFA   | QR     | Eslováquia | FK Inter Bratislava   | 0-2  | 1-3  | 1-5      |
| 2000      | Taça Intertoto | 1R     | Romênia    | Universitatea Craiova | 0-1  | 3-3  | 3-4      |